# Eduard Bloch (Verleger)
Eduard Bloch (* 20. August 1831 in Berlin; † 30. September 1895 ebenda) war ein deutscher Theaterbuchhändler und Autor.
Bloch übernahm 1857 den 1845 gegründeten Theaterverlag „Leopold Lassar’s Buchhandlung“. Durch die Spezialisierung seiner Verlags- und Sortimentsbuchhandlung gilt er als Begründer des ersten deutschen Spezialverlags für Theaterliteratur. An seinen Stückekatalogen wurde hervorgehoben, dass sie eine detaillierte Übersicht über das Stück enthielten, die den Kunden die Auswahl der Stücke sehr erleichtere. 1887 übergab er die Leitung seines Verlags seinem Sohn Ludwig (1859–1939), der den Verlag in „Eduard Bloch“ umbenannte. Der Verlag blieb in Familienbesitz, bis Eduards Enkel Peter Bloch 1940 wegen der jüdischen Herkunft der Familie zum Verkauf gezwungen wurde.
Eduard Bloch war auch selbst als Autor und Übersetzer tätig. Er richtete mehrere Lustspiele und Schwänke aus dem Französischen und Italienischen für die deutsche Bühne ein und verfasste selbst Possen und Schwänke wie Er hat den Spleen (1860), Spiele nicht mit Schießgewehr (1860) oder Sein Onkel und ihre Tante (1864). 1859–1877 gab er die Kolportagereihe Gedichte und Scherze in jüdischer Mundart heraus (23 „Groschenhefte“ zu je 2½ Silbergroschen, später 30 Pfennigen; teilweise in mehreren – bis zu 9 – Auflagen), die er unter verschiedenen Autorpseudonymen wahrscheinlich selbst verfasste.
Die von ihm begründete Theatersammlung Bloch ist heute Bestandteil der Staatsbibliothek zu Berlin.